# グレナディアー (SS-210)
グレナディアー (USS Grenadier, SS-210) は、アメリカ海軍の潜水艦。タンバー級潜水艦の一隻。艦名はタラ目の魚、ソコダラ科の総称に因んで命名された。

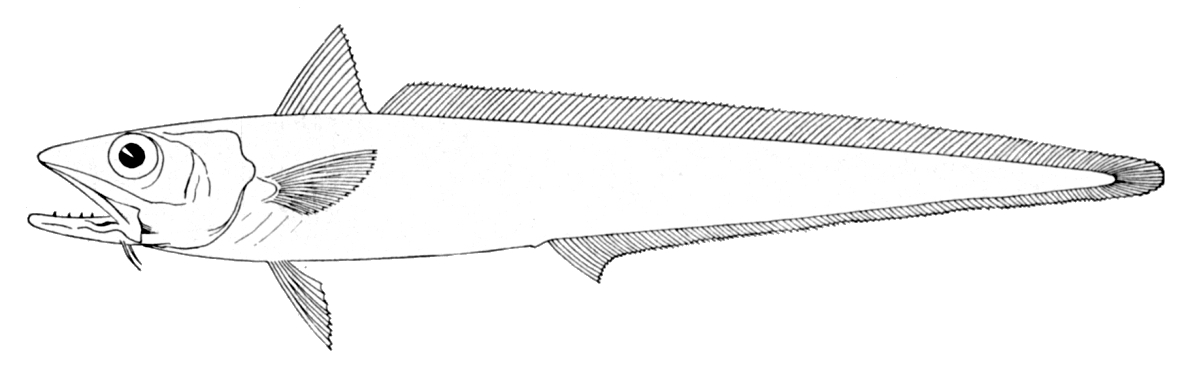
ホキ（Blue grenadier）

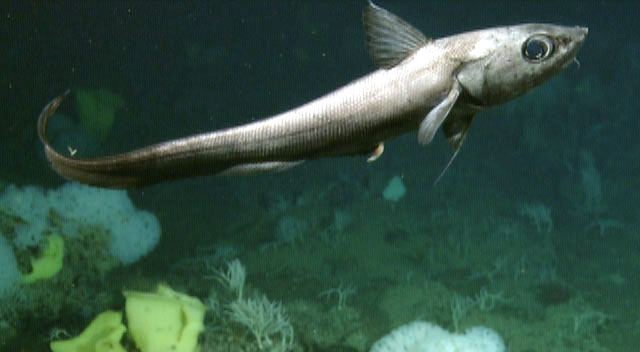
イバラヒゲ（Pacific grenadier）

## 艦歴
グレナディアーは1940年4月にメイン州キタリーのポーツマス海軍造船所で起工した。11月29日にウォルター・S・アンダーソン夫人（海軍諜報部長の妻）によって命名、進水し、1941年5月1日に艦長アラン・R・ジョイス少佐（アナポリス1926年組）の指揮下就役する。6月20日、グレナディアーはO-9 (USS O-9, SS-70) 捜索に参加する。O-9はショールズ諸島沖での潜水訓練に失敗し浮上することができなかった。グレナディアーは二日後に行われた遭難者の追悼式に参加した。カリブ海での整調後グレナディアーは11月5日に修理のためポーツマスへ帰還した。日本軍による真珠湾攻撃の3週間後、グレナディアーは潜水艦隊に加わるため太平洋へ出航した。

### 第1、第2の哨戒 1942年2月 - 6月
2月4日、グレナディアーは最初の哨戒で日本近海に向かった。2月9日にミッドウェー島で燃料を補給して出港するが、出港直後に9番発射管の外装扉が開かなくなるという事故が発生し、事故原因は帰投するまでの間は特定できなかった。2月26日には、ポンプ室が水浸しになる事故も発生する。哨戒では何隻か目標を発見し、3月7日午後には北緯36度38分 東経141度00分 / 北緯36.633度 東経141.000度の地点で2隻の輸送船を発見し、特設運送船朝日山丸（三井船舶、4,550トン）に魚雷を命中させて撃破した。3月23日、グレナディアーは48日間の行動を終えて真珠湾に帰投。艦長がウィリス・A・レント中佐（アナポリス1925年組）に代わった。
4月12日、グレナディアーは2回目の哨戒で東シナ海に向かった。グレナディアーの予定哨戒海域は、上海と横浜、台湾と長崎の各航路が交差しているとみられた。4月25日昼ごろ、北緯30度09分 東経143度08分 / 北緯30.150度 東経143.133度の地点を西航中のグレナディアーはレーダーで5マイルから6マイルの距離に航空機を探知し、急速潜航を行う。一方、空母祥鳳の艦載機が潜航しつつあるグレナディアーを発見し三発の爆弾を投じるがグレナディアーに打撃を与えるには至らず、特に三発目の爆弾はグレナディアーから離れた所に落ちた。5月1日夜、グレナディアーは北緯32度05分 東経127度41分 / 北緯32.083度 東経127.683度の地点で貨物船を発見し、魚雷を3本発射して2本を命中させ撃沈した。グレナディアーは日本船とばかり思っていたが、実は同盟国のソ連船アンガルストロイ（4,761トン）であった。アンガルストロイは、4月18日のドーリットル空襲の手引きをしたのではないかという疑いで一時拿捕され、4月28日に釈放されたばかりであった。2日後の5月3日には小型トロール船と小型貨物船、橋立型砲艦と思しき艦艇を発見するが、攻撃するには的が小さかったり距離が遠すぎるなどの理由で攻撃しなかった。5月4日から6日までは価値ある目標を求めて鹿児島湾口に移動して哨戒したが、サンパンしか見なかったので再び西航する。5月8日夜、グレナディアーは北緯30度45分 東経127度40分 / 北緯30.750度 東経127.667度の女島灯台南南西255キロ地点で馬公に向かう第109船団を発見。19時35分、グレナディアーは最も大型の貨客船大洋丸（日本郵船、14,457トン）に向けて魚雷を発射。後部に1本、前部に2本命中させ、大洋丸は積荷のカーバイドが発火して船体は傾斜。21時前後に沈没した。大洋丸には南方占領地に赴任する学者や技術者、および経済発展に従事する予定の要人が多数乗船していたがそのほとんどは死亡し、これらの人材の喪失は、日本の占領地運営、ひいては戦争遂行努力に対して少なからぬ打撃を与えた。5月12日にも500トンから1,000トン程度の小型船を発見する。5月25日、グレナディアーはミッドウェー島近海に急行するよう命令を受け、5月30日には指定された海域に到着。日本艦隊がミッドウェー島に接近しつつあり、グレナディアーは他の潜水艦とともにミッドウェー島西方に配備された。アメリカ艦隊が日本艦隊に300年間で最初の敗北を与え、海戦に勝利した。グレナディアーは59日間の行動を終えて真珠湾に帰投。艦長がブルース・L・カー少佐（アナポリス1931年組）に代わった。

### 第3、第4、第5の哨戒 1942年7月 - 1943年2月
7月13日、グレナディアーは3回目の哨戒でトラック諸島方面に向かった。トラック周辺は哨戒艦と哨戒機によって警戒されており、グレナディアーは合計28隻もの日本の艦船を発見したものの、環礁や哨戒機の存在はほとんどの攻撃を断念させるのには十分であり、この哨戒で行われた唯一の攻撃は、7月30日に北緯07度11分 東経151度22分 / 北緯7.183度 東経151.367度の地点で発見した、カビエンに向かう途中の特設運送船（給油）さんくれめんて丸（三菱汽船、7,354トン）に対するものであった。グレナディアーは魚雷を3本発射し、うち2本の命中を報告したが、日本側の記録は「回避した」とある。9月18日、グレナディアーは67日間の行動を終えてフリーマントルに帰投した。
10月13日、グレナディアーは4回目の哨戒でインドシナ半島方面に向かった。10月29日夜、グレナディアーはトンキン湾口、20時現在の位置北緯20度24分 東経107度14分 / 北緯20.400度 東経107.233度に近い、ハイフォンにつながる水路上に機雷を敷設した。11月12日未明、グレナディアーは北緯11度18分 東経109度02分 / 北緯11.300度 東経109.033度の地点で輸送船を撃破。直後から護衛艦の反撃を受け、海水が電池を浸して塩素ガスが発生。これを浴びた何名かの乗組員は帰投まで頭痛と吐き気に苦しんだ。11月16日昼ごろ、北緯12度52分 東経114度19分 / 北緯12.867度 東経114.317度の地点で次々と煙を発見したグレナディアーは、相手がタンカー1隻を含む6隻の輸送船団である事を確認し、夜に入っての攻撃を決定する。しかし、最終的にはこの輸送船団、サンジャックから馬公に向かっていた第450船団を護衛していた駆逐艦早苗に追い払われた。11月30日の明け方には、北緯00度47分 東経119度27分 / 北緯0.783度 東経119.450度のマカッサル海峡で、重巡洋艦と駆逐艦に護衛された龍驤型空母と思われる艦船を発見したものの距離が遠く、グレナディアーは浮上して位置を打電した。12月10日、グレナディアーは58日間の行動を終えてフリーマントルに帰投。艦長がジョン・A・フィッツジェラルド少佐（アナポリス1931年組）に代わった。
1943年1月1日、グレナディアーは5回目の哨戒でジャワ海方面に向かった。1月10日、グレナディアーは南緯06度16分 東経112度40分 / 南緯6.267度 東経112.667度の地点で、浮上砲戦により日本の国旗を掲げていた60トンのスクーナーを撃沈。翌1月11日には南緯06度26分 東経112度55分 / 南緯6.433度 東経112.917度のマドゥラ島近海で3,000トン級の貨物船を発見し、魚雷を3本発射したが相手も備砲で反撃を開始し、結局相手をスラバヤ方面へと逃してしまった。1月12日、南緯06度27分 東経112度52分 / 南緯6.450度 東経112.867度のバウエアン島近海ではしけを曳航している750トン級の小型船を発見したグレナディアーは、「魚雷を発射するまでもない」と判断して浮上し、小型船の背後に回った。しかし、反撃に手こずり、3インチ砲と20ミリ機銃により撃沈したのは夜に入ってからだった。1月13日には小型潜水艦を発見。小型潜水艦は「元はオランダ海軍のもので、それを日本海軍が浮揚させて再就役させたものだろう」と推定されたが、何事もなく通り過ぎていった。1月22日、南緯01度26分 東経116度56分 / 南緯1.433度 東経116.933度のバリクパパン沖で潜航哨戒していたところ、港外に出てきた2隻の貨物船を発見して魚雷を発射したが命中せず、逆に駆逐艦の制圧を受けた。哨戒の残り期間はマカッサル近海やボルネオ島沿岸部の浅海を航行したが、不規則な海底の状態によりソナーが使いものにならず、成果は上がらなかった。1月31日、この哨戒最後の攻撃が南緯04度59分 東経119度01分 / 南緯4.983度 東経119.017度の地点で小型船に対して行われたが、発射した3本の魚雷は命中せず、グレナディアーは爆雷攻撃で追い散らされた。2月20日、グレナディアーは51日間の行動を終えてフリーマントルに帰投した。

### 第6の哨戒 1943年3月 - 4月・喪失

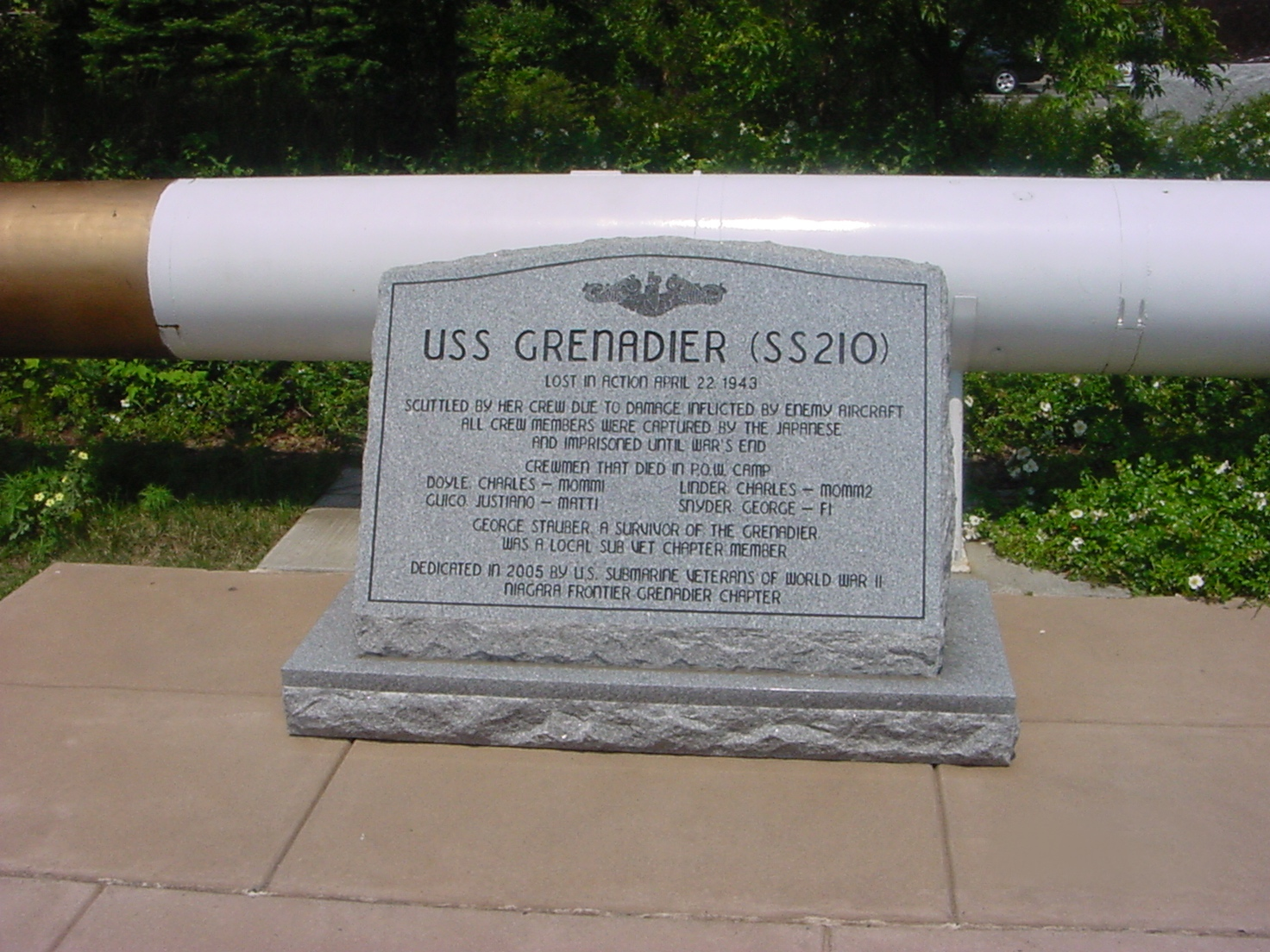
バッファローにあるグレナディアーの記念碑

3月20日、グレナディアーは6回目の哨戒でマラッカ海峡方面に向かった。マレー半島西岸及びタイの沿岸を偵察し、グレナディアーは4月6日、プーケット島沖で貨物船を発見し攻撃し、うち1隻に命中弾を与えて海岸に座礁させたと判断した。4月20日の夜にも2隻の艦影を発見、攻撃のため接近するが途中で見失い、翌21日朝再び発見した。グレナディアーは攻撃準備にとりかかったが、この時、付近を船団護衛中の特設砲艦江祥丸（名村汽船、1,365トン）がグレナディアーを発見。また、第九三六航空隊の艦上攻撃機もグレナディアーを発見し急接近。江祥丸はグレナディアーを追跡したが見失ない、艦上攻撃機はグレナディアーに250キロ対潜爆弾を投下。グレナディアーは急速潜航を行い、フィッツジェラルド艦長は「ここは120から130フィートの距離があるので安全だ」と説明したが、ちょうどそのとき爆弾が炸裂。グレナディアーは振動して15度から20度傾いた。動力と照明は完全に停止し、82メートルの海底に沈座した。操舵室では火災が発生した一方、乗員は必死に修理を試みた。
海底で13時間が過ぎ、何名かの乗組員が倒れるに及んで浮上を決意。21日の夕刻にグレナディアーは浮上、どうにか修理は一応成功したが、推進システムの損害は完全には回復不能であった。艦の放棄とジャングルへの脱出ができるようにするため、フィッツジェラルド艦長は艦に帆を付けて海岸に近づこうとした。しかしながら夜通し行われた作業は、結果論としては無意味であった。翌4月22日夜明け、グレナディアーの疲れ果てた乗組員は2隻の日本軍艦艇が接近するのを発見した。9時5分、第九三六航空隊の1機がグレナディアーを発見。フィッツジェラルド艦長は「動力無しで280フィートの水中に潜行停止するのは望ましくない」として、乗組員は艦を放棄するため機密文書を焼却し始めた。日本軍機はグレナディアーへの攻撃を続けたが、グレナディアーは機銃で応戦し、日本軍機が二度目の通過をした際に命中弾を与えた。被弾した日本軍機は離脱したが、入れ替わるように特設捕獲網艇長江丸（三光汽船。889トン）が接近、瀕死のグレナディアーに対して砲撃を開始した。ここに至ってフィッツジェラルド艦長は観念して白旗を掲揚して降伏し、乗組員は艦を放棄するため全ての排水孔を開放した。艦は沈み、8名の士官と68名の乗組員は全て日本軍の捕虜となった。なお、4月6日に攻撃した貨物船と、最後の戦いで交戦した日本軍機はそれぞれ「撃沈」および「撃墜」と認定された。
彼らは4月23日にペナンへ連行され、詰問、殴打された。彼らは別々の収容所に収監され、マレー半島に沿って移動された後、海軍徴傭船浅間丸（日本郵船、16,975トン）などで最終的に日本本土へ連行され、大船収容所や福岡、善通寺などの収容所に放り込まれた他、一部は足尾銅山での使役にこき使われた。グレナディアーの最後に関する情報は、1943年11月27日にオーストラリアに到達した。非人道的な扱いにもかかわらず、グレナディアーの乗組員は福岡の収容所で獄死した4名を除いた、フィッツジェラルド艦長を含む残り全員が2年間の収容所生活を生き残り、終戦後の1945年9月4日に解放されて9月12日にグアムに到着した。
グレナディアーは第二次世界大戦の戦功で4個の従軍星章を受章した。また、グレナディアーを降伏させた長江丸は1944年2月13日、ペナン島ムカ岬沖合42km地点でイギリス海軍潜水艦「ストーンヘンジ」の雷撃で撃沈された。
グレナディアーの記念碑がニューヨーク州バッファローのバッファロー・エリー郡ネーバル・アンド・ミリタリーパークの一角に展示されている。